# Edición (proceso)
Se conoce como edición el proceso mediante el que se remata una pieza artística, literaria, informativa o lúdica, incluyendo su plasmado en un soporte material destinado a la difusión. El concepto no es aplicable a determinados tipos de creación, como la pintura, la escultura, la arquitectura y, en general, todos aquellos en los que el producto no pueda o no deba ser comercializado ni distribuido. La persona encargada de editar recibe el nombre de editor.
Tradicionalmente, el proceso de edición ha venido siendo realizado por la editorial y no por el autor. En la preparación se abordaban cuestiones técnicas más cercanas a la estandarización de la apariencia del producto por razones de mercadotecnia, es decir, de adaptarlo a los gustos convencionales de los consumidores, o bien a las propias limitaciones de la industria (tamaño, colores, fuentes tipográficas), que al proceso creativo o a la idea de apariencia final originales del autor. Por ejemplo, un escritor no solía decidir la tipografía o el color de la portada de su libro, o bien un editor podía introducir una errata en un libro que, originalmente, no la tenía. Sin embargo, la llegada de la informática y, sobre todo, de Internet, ha hecho posible que, en muchos casos, autor y editor sean la misma persona, brindando a este el control absoluto del producto hasta su llegada a los consumidores. Esto a su vez ha provocado que, en ámbito de la Red, el límite entre el proceso puramente creativo y el de edición no sea tan evidente como lo era antaño, como lo demuestra la siguiente acepción de la palabra «edición», recogida en el DRAE: «acción de abrir un documento en una computadora con la posibilidad de modificarlo»; no se indica si los fines de la modificación son creativos o editoriales.

## Productos
Entre los productos que pasan por el proceso de edición, se encuentran los siguientes:
- Productos en formato impreso, como, por ejemplo, libros, partituras, periódicos, revistas, folletos, mapas, etc.[1]
- Productos en soportes tradicionales para la reproducción sonora y visual, como los discos de vinilo, las cintas de vídeo, las películas de cine, etc.
- Productos en soportes digitales, como libros electrónicos, periódicos en línea y otras páginas web, archivos musicales y sonoros, videojuegos, etc.